# Archidiocèse de Kananga
 (mars 2019).
L'archidiocèse de Kananga (Archidioecesis Kanangana) est un siège métropolitain de l'Église catholique en République démocratique du Congo.
En 2013, il comptait 2 001 000 catholiques sur 2 924 000 habitants. Son titulaire est Félicien Ntambue Kasembe qui siège à la pro-cathédrale Saint-Clément de Kananga.

## Territoire
L'archidiocèse comprend les territoires de Demba, Dimbelenge, Dibaya et Kazumba dans la province du Kasaï-Occidental.
Le siège archiépiscopal se trouve à Kananga, à la cathédrale Saint-Joseph-Mikalayi.
Le territoire est subdivisé en 64 paroisses.

## Historique
La préfecture apostolique du Kasaï supérieur est érigée le 18 mars 1904, à partir du vicariat apostolique du Congo belge (aujourd'hui archidiocèse de Kinshasa).
Le 13 juin 1917, elle est élevée en vicariat apostolique.
En mars 1921, il cède une portion de son territoire à la nouvelle préfecture apostolique de Koango (aujourd'hui diocèse de Kikwit).
Le 25 mai 1936 et le 13 avril 1937, il cède d'autres portions de son territoire à l'avantage des préfectures apostoliques de Tshumbe (aujourd'hui diocèse) et d'Ipame (aujourd'hui diocèse d'Idiofa).
Le 10 mars 1949, le vicariat change de nom devenant vicariat apostolique de Luluabourg.
Le 24 mars 1953, il cède encore des portions de son territoire à l'avantage du vicariat apostolique de Kabinda (aujourd'hui diocèse) et de la préfecture apostolique de Mweka (aujourd'hui diocèse).
Le 25 avril 1959, il cède une dernière portion en faveur du vicariat apostolique de Luebo (aujourd'hui diocèse).
Le 10 novembre de la même année, le vicariat est élevé au rang d'archidiocèse métropolitain par la bulle Cum parvulum de Jean XXIII.
En 1963, le 3 mai 1966 et le 26 septembre 1967, il cède d'autres portions de territoire en faveur de l'administration apostolique de Mbuji-Mayi (aujourd'hui diocèse de Mbujimayi) et des diocèses de Mbujimayi et de Luiza.
Le 14 juin 1972, il change une dernière fois de nom, devenant archidiocèse de Kananga.

## Liste des ordinaires
- Emeri Cambier, C.I.C.M. † (1904 - 1918)
- Aguste Declercq, C.I.C.M. † (24 août 1918 - 29 octobre 1938)
- Louis-Georges-Firmin Demol, C.I.C.M. † (29 octobre 1938 - 22 avril 1948)
- Bernard Mels, C.I.C.M. † (10 mars 1949 - 26 septembre 1967)
- Martin-Léonard Bakole wa Ilunga † (26 septembre 1967 - 3 mars 1997), premier ordinaire de l'archidiocèse d'origine congolaise
- Godefroid Mukeng'a Kalond, C.I.C.M. (3 mars 1997 - 2 novembre 1995)
- Marcel Madila Basanguka, 9 décembre 2006 - 21 décembre 2022)
- Félicien Ntambue Kasembe, C.I.C.M. depuis le 19 mars 2024

## Statistiques
| année | baptisés | population totale | pourcentage | prêtres (total) | prêtres séculiers | prêtres réguliers | catholiques par prêtre | diacres | religieux | religieuses | paroisses |  |
| ----- | -------- | ----------------- | ----------- | --------------- | ----------------- | ----------------- | ---------------------- | ------- | --------- | ----------- | --------- |  |
| 1968  | 400 000  | 1 500 000         | 26.7        | 103             | 56                | 47                | 3 883                  |         | 32        | 204         | 28        |  |
| 1980  | 500 000  | 1 048 076         | 47.7        | 61              | 42                | 19                | 8 196                  |         | 103       | 98          | 30        |  |